# Wo (kana)
Wo (romanização do hiragana を ou katakana ヲ) é um dos kana japoneses que representam um mora. No sistema moderno da ordem alfabética japonesa (Gojūon), ele ocupa a 45.ª posição do alfabeto, entre We e N.
| Forma                   | Romaji | Hiragana | Katakana |
| ----------------------- | ------ | -------- | -------- |
| Normal w- (わ行 wa-gyō) | o      | を       | ヲ       |

## Formas alternativas
No Braile japonês, を ou ヲ são representados como:
| － | － |
| － | ●  |
| ●  | － |

O Código Morse para を ou ヲ é: ・－－－

## Traços

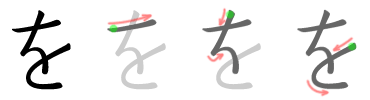
Seqüência de traços para escrita do を

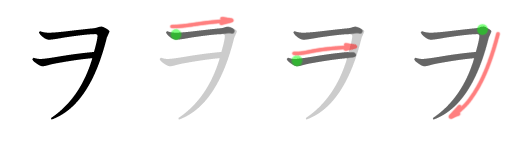
Seqüência de traços para escrita do ヲ